# Daca (Índia)
Daca (Dhaka) é um cidade no distrito de Purba Champarã, no estado indiano de Biar. Está localizada a 26° 41′ N, 85° 10′ L. Tem uma altitude média de 55 metros (180 pés).

## Demografia
Segundo o censo de 2001, tinha uma população de 32 618 habitantes. Os indivíduos do sexo masculino constituem 53% da população e os do sexo feminino 47%. Daca tem uma taxa de literacia de 38%, inferior à média nacional de 59,5%: a literacia no sexo masculino é de 47% e no sexo feminino é de 28%. Em Daca, 20% da população está abaixo dos 6 anos de idade.